# Crypturellus undulatus
Crypturellus undulatus là một loài chim trong họ Tinamidae.